# Pošta Celje
Pošta Celje je poslovalnica Pošte Slovenije v Celju. Mesto je med letoma 1945 in 1991 uporabljalo poštno številko 63000. Od leta 1991, ko se je Slovenija osamosvojila, uporablja številko SI-3000.
Stavba celjske pošte stoji na Krekovem trgu 9. Zgrajena je bila v neorenesančnem slogu leta 1898 po načrtih podjetja Bureau für Postbauten z Dunaja. Zavarovana je kot lokalni kulturni spomenik.